# 내장산
내장산(內藏山, Naejangsan)은 전북특별자치도 정읍시와 순창군 경계에 있는 호남정맥의 산이다. 호남 지방의 5대 명산(지리산·월출산·천원산·방장산)과 한국 팔경 중 하나로서 500여 년 전부터 단풍 명소로 널리 알려졌으며, 내장사가 있다. 1969년 1월 21일 관광지로 널리 지정되었으며 1971년 11월 17일 국립공원으로 지정되었다. 단풍 성수기에는 하루 10만의 인파가 단풍을 보기 위해 내장산을 찾는 외에 연중 100만 이상의 관광객이 내장산을 찾고 있다. 봄에는 푸른 신록 사이로 피어나는 벚꽃의 아름다움과 여름에는 푸른 산록, 가을은 불타는 단풍, 겨울에는 설경의 아름다움으로 4계절 관광명소이다.

## 유래
내장산은 원래 본사 영은사(本寺 靈隱寺)의 이름을 따서 영은산이라고 불리었으나 산안에 숨겨진 것이 무궁무진하다하여 내장(內藏)산이라고 불리게 되었다.

## 볼만한 곳

### 까치봉
내장산 서쪽 중심부에 솟아 있는 2개의 바위봉우리로 봉우리의 형상이 까치가 날개를 펴고 있는 모습과 같다고 하여 까치봉(717m)이라 한다. 내장산의 제2봉으로서 백암산을 연결하는 주봉이며, 내장9봉이 까치봉을 중심으로 대체로 동쪽을 향해 이어지면서 말굽형을 이루고 있다.

### 연지봉
일명 연오봉이라 부르며 망해봉에서 서남쪽으로 솟아오른 봉우리(670m)이다. 이곳에서 발원하는 물은 원적계곡을 타고 금선계곡과 합류하여 서래봉을 돌아 내장호를 이루며 동진강 줄기의 근원이 된다. 연지봉에 구름이 끼면 비가 온다는 이야기가 전해오고 있다.

## 내장산 국립공원
1971년 11월17일 인근 백양사 지구와 함께 국립공원으로 지정되었다. 총면적 81.715km2는 전라북도에 속해있는 부분이 47.504km2, 전라남도 쪽이 34.211km2로서 정읍시와 순창군, 장성군에 걸쳐있다.
수년째 택시기사들이 사람당 만원~이만원을 부르고 호객행위를 하는 등 불법행위가 문제가 되고 있으나 개선이 되지 않고 있다. (기사1, 기사2) 대중교통 배차간격이 개선돼야 하지만 오히려 30분인 배차간격을 지키지 못해 한 시간 반 후에 버스 두 대가 연달아 나타나기도 하는 등 교통체증이 심하고 추운 주말 저녁에 하산할 때 특히 문제가 심각해 관광객들과 시민들이 모두 고통을 겪는다.

## 대중가요를 통한 홍보
정읍시와 정읍문화원은 내장산을 더욱 알리기 위해 노랫말을 공모한 결과, 고순옥의 작품을 대중가요에 제일 알맞은 가사로 선정하고 거기에 작곡가 이호섭의 정성이 더해져 김용임이 노래를 불러 많은 사랑을 받고 있다.
```
동녘바람 불어오면 곱게 물든 내장산아
저녁노을 붉게 타면 고운 애기단풍은 어이해 떨어지나
망부석의 사연인가 서리서리 눈물인가
내장사 쇠북소리 밤새도 둥지를 찾아 날개를 접는다
가을빛 물들면 애기단풍 지면은 찾아올까나 어느고운님
나를 찾아올까나 내장산으로
=====
남녘바람 깊어지면 내마음도 깊어만 간다
법당앞 댓돌 위에 새하얀 고무신 깊어가는 가을 달빛
망부석의~ (이하같음)
```

## 같이 보기
- 한국의 산

## 참고 문헌
- 이 문서에는 다음커뮤니케이션(현 카카오)에서 GFDL 또는 CC-SA 라이선스로 배포한 글로벌 세계대백과사전의 내용을 기초로 작성된 글이 포함되어 있습니다.